# Ardisia fuliginosa
Ardisia fuliginosa là một loài thực vật có hoa trong họ Anh thảo. Loài này được Blume mô tả khoa học đầu tiên năm 1826.